# Mango, Togo
Mango (cunoscut și sub denumirea de Sansanné-Mango) este un oraș în Togo, situat la 26 km de granița cu Ghana. Este reședința regiunii Savanes.